# Duru-Verinag
Duru-Verinag is een stad en “notified area” in het district Anantnag van het Indiase unieterritorium Jammu en Kasjmir.

## Demografie
Volgens de Indiase volkstelling van 2001 wonen er 16.727 mensen in Duru-Verinag, waarvan 54% mannelijk en 46% vrouwelijk is. De plaats heeft een alfabetiseringsgraad van 49%.